# Felix II. (vzdoropapež)
Felix II. († 22. listopadu 365) byl za papeže dosazen římským císařem na místo papeže Liberia, vypovězeného do Thrákie. Tehdy zuřil boj o arianismus. Felix byl vysvěcen roku 355 a přijal ariány znovu do církve. Protože lid zůstal věrný, vrátil se Liberius roku 358 do Říma. Přestože císař plánoval společnou vládu Liberia a Felixe, byl Felix roku 358 vyhnán. Zemřel 22. listopadu 365. Mnohé seznamy papežů z doby po roce 500 jej uvádějí jako legitimního papeže.